# Alexander Ward
Alexander Ward (* 30. April 1990 in Northampton) ist ein ehemaliger britischer Tennisspieler aus England.

## Karriere
Alexander Ward spielte hauptsächlich auf der ATP Challenger Tour und der ITF Future Tour. Er feierte 16 Einzel- und 4 Doppelsiege auf der Future Tour.
Sein Debüt im Einzel auf der ATP Tour gab er im Juli 2013 beim MercedesCup in Stuttgart, wo er sich für das Hauptfeld qualifizieren konnte, dort jedoch in der ersten Hauptrunde an Fabio Fognini in zwei Sätzen scheiterte. Seinen zweiten Auftritt auf der höchsten Tennis-Ebene hatte er 2016, erstmals bei einem Grand-Slam-Turnier, in Wimbledon. Mit einer Wildcard startete er sowohl im Einzel als auch im Doppel, wo er jedoch jeweils in der ersten Runde scheiterte. Noch zwei weitere Male kam er zu einem Einsatz auf diesem Level.
2018 gab er seinen Rücktritt bekannt.